# Совјетска ратна морнарица
Совјетска ратна морнарица (рус. Военно-морской флот СССР) је била поморски вид Совјетских оружаних снага.
Совјетска ратна морнарица је представљала велики део стратешког плана Совјетског Савеза у случају сукоба са САД и НАТО пактом или неким другим сукобом везаним за Варшавски пакт. Утицај совјетске морнарице је играла важну улогу у Хладном рату, пошто се већина сукоба везивала за морнарице.
Совјетска морнарица је била подељена у четири велике флоте: Северну, Пацифичку, Црноморску и Балтичку, а под посебном командом је била Лењинградска поморска база. Каспијска флотила је била мање снаге која је оперисала у Каспијском језеру. Совјетска морнарица је обухватала и Совјетско морнаричко ваздухопловство, Морнаричку пешадију и Обалску артиљерију.
Највећи део Совјетске ратне морнарице је реформисан у Руску ратну морнарицу након распада Совјетског Савеза 1991, док су неки делови постали основе Украјинске, Азербејџанске и Грузијске морнарице.